# فراماسونری در دیدگاه کلیسای کاتولیک
کلیسای کاتولیک برای اولین بار در سال 1738 عضویت کاتولیک‌ها در سازمان‌های فراماسونری و دیگر انجمن‌های مخفی را ممنوع کرد. از آن زمان تاکنون، دست‌کم یازده پاپ دربارۀ ناسازگاری آموزه‌های کاتولیک و فراماسونری اظهار نظر کرده‌اند.
از سال 1738 تا 1983، کاتولیک‌هایی که به طور علنی با سازمان‌های فراماسونری ارتباط داشتند یا از آن‌ها حمایت می‌کردند، به طور خودکار تکفیر می‌شدند. از سال 1983 این ممنوعیت به شکلی متفاوت ادامه یافته است. اگرچه پس از شورای دوم واتیکان (1962 - 1965) ابهاماتی در مورد عضویت در این سازمان‌ها ایجاد شد، اما کلیسا همچنان عضویت در فراماسونری را ممنوع می‌داند، زیرا اصول و آیین‌های فراماسونری را ناسازگار با آموزه‌های کاتولیکی می‌شمارد.
طبق بیانیۀ 1983 از سوی «مجمعی برای آموزۀ ایمان» کسانی که در انجمن‌های فراماسونری عضو شوند «در وضعیت گناهی بزرگ قرار دارند و نمی‌توانند عشای ربانی را دریافت کنند».
جدیدترین اسناد رسمی واتیکان در مورد «ناسازگاری فراماسونری با ایمان کاتولیکی» در سال 1985 و سپس در نوامبر 2023 از سوی «دیکاستری برای آموزۀ ایمان» منتشر شده است.

## پیشینه

### فرمانی به نامIn Eminenti Apostolatus
در سال 1736 تفتیش عقاید کلیسا یکی از لژهای فراماسونری در فلورانس ایتالیا را بررسی کرد و در ژوئن 1737 آن را محکوم نمود. این لژ در سال 1733 توسط فراماسون انگلیسی، چارلز سکویل، دومین دوک دورست تأسیس شده بود اما اعضای ایتالیایی را نیز پذیرفته بود.
در 26 دسامبر 1736 اندرو مایکل رمزی در پاریس و در آستانۀ انتخاب چارلز رادکلیف به عنوان استاد بزرگ فراماسون‌های فرانسه، سخنرانی‌ای ارائه داد. در مارس 1737 او نسخه‌ای اصلاح شده از این سخنرانی را برای کاردینال آندره-هرکول دو فلوری ارسال کرد و از او خواست تا آن را تأیید کند. اما فلوری فراماسون‌ها را خائن خواند و گردهمایی‌های آنان را ممنوع کرد. این ممنوعیت، همراه با بررسی‌های تفتیش عقاید در ایتالیا، باعث شد که پاپ کلمنت دوازدهم در سال 1738 فرمان In eminenti apostolatus را صادر کند که اولین منع رسمی کلیسای کاتولیک علیه فراماسونری بود.
پاپ کلمنت دوازدهم اعلام کرد که اعضای این انجمن‌ها با سوگندهایی همراه با "مجازات‌های جدید" یکدیگر را ملزم به رازداری مطلق دربارۀ فعالیت‌هایشان می‌کنند. این امر موجب سوءظن شده بود که پیوستن به این گروه‌ها مترادف با لکه‌دار شدن به شرارت و رسوایی است، زیرا «اگر آن‌ها در کارهای ناپسند مشارکت نداشتند، هرگز تا این حد از افشای آن‌ها پرهیز نمی‌کردند». وی این انجمن‌ها را مغایر با قوانین مدنی و کلیسایی دانست، زیرا هم به "صلح و امنیت دولت" و هم به "رستگاری روحانی افراد" آسیب می‌زنند.

### قانون کلیسایی 1917
طبق این قانون که از می 1918 تا نوامبر 1983 معتبر بود، هر کاتولیکی که به عضویت فراماسونری در می‌آمد، به طور خودکار تکفیر می‌شد. همچنین:
- ازدواج وی در کلیسای کاتولیک غیرمعتبر محسوب می‌شد؛
- از عضویت در انجمن‌های کاتولیکی محروم می‌گشت؛
- حق برگزاری مراسم تدفین کاتولیکی را از دست می‌داد؛
- ورودش به نهادهای مذهبی و راهبانه غیرمجاز بود.

کتاب‌هایی که از فراماسونری دفاع می‌کردند نیز در فهرست ممنوعه واتیکان قرار می‌گرفتند.

### ابهام پس از شورای دوم واتیکان
در دهۀ 1960 کلیسای کاتولیک شروع به بازنگری موضع خود دربارۀ فراماسونری کرد. در سال 1966 پاپ پل ششم به همۀ اعتراف‌گیرندگان اختیار داد که در مواردی خاص، مجازات‌های مربوط به عضویت در فراماسونری را ببخشند، مشروط بر اینکه فرد از این انجمن جدا شود و آسیب‌های احتمالی را جبران کند.
در سال 1968 برخی منابع گزارش دادند که کلیسای کاتولیک دیگر به طور خودکار اعضای فراماسونری را تکفیر نمی‌کند. این امر باعث سردرگمی شد و واتیکان سریعاً اعلام کرد که قانون 1917 همچنان به قوت خود باقی است.
در دهۀ 1970 گفت‌وگوهایی غیررسمی میان نمایندگان کلیسا و فراماسون‌ها در اتریش، آلمان و ایتالیا انجام شد، اما این تلاش‌ها به تغییری در موضع رسمی کلیسا منجر نشد.

### موضع‌گیری 1980 اسقف‌های آلمان
پس از شش سال تحقیق، کنفرانس اسقف‌های آلمان در سال 1980 گزارشی منتشر کرد که شامل دوازده نتیجه دربارۀ فراماسونری بود. این گزارش اظهار داشت که فراماسونری:
- وحی الهی و حقیقت مطلق را رد می‌کند؛
- بی‌تفاوتی دینی را ترویج می‌دهد؛
- خود را جایگزینی برای کمال معنوی می‌داند؛
- با تعالیم کلیسا ناسازگار است.

بر این اساس، اسقف‌های آلمان اعلام کردند که فراماسونری در هر شکلی، حتی آن‌هایی که "دوستانه" نسبت به کاتولیک‌ها هستند، برای اعضای کلیسا ممنوع است.

### قانون کلیسایی 1983 و بیانیۀ واتیکان
در سال 1983 کلیسای کاتولیک قانون جدیدی را جایگزین "قانون کلیسایی 1917" کرد. در قانون جدید، به جای اشارۀ مستقیم به فراماسونری، قید شد که «کسی که به انجمن‌هایی بپیوندد که علیه کلیسا توطئه می‌کنند، مجازات خواهد شد».

این تغییر باعث شد برخی تصور کنند که ممنوعیت عضویت در فراماسونری لغو شده است. اما در همان سال، کاردینال ژوزف راتزینگر (که بعداً به پاپ بندیکت شانزدهم تغییر نام داد) بیانیه‌ای صادر کرد که به صراحت اعلام می‌کرد:
«مؤمنانی که در انجمن‌های فراماسونری عضو می‌شوند، در حالت گناهی بزرگ قرار دارند و نمی‌توانند عشای ربانی را دریافت کنند. کلیسا همچنان فراماسونری را ناسازگار با تعالیم خود می‌داند و عضویت در آن را ممنوع اعلام می‌کند».
این موضع تاکنون تغییر نکرده و کلیسای کاتولیک همچنان عضویت در فراماسونری را غیرمجاز می‌داند.

## وضعیت کنونی کلیسا دربارۀ پیوستن کاتولیک‌ها به فراماسونری
وضع کنونی کلیسا دربارۀ پیوستن کاتولیک‌ها به انجمن‌های فراماسونری، اعلامیۀ 1983 دایرةالمعارف برای دکترین ایمان (CDF) است. این اعلامیه می‌گوید که کاتولیک‌هایی که به انجمن‌های فراماسونری می‌پیوندند، در وضعیت گناه جدی قرار دارند و حق دریافت افخارستیا را ندارند.
این اعلامیه 1983، حذف نام انجمن‌ها در قانون کلیسای کاتولیک (CIC) 1983 را توضیح داد و اعلام کرد که «معیار ویرایشی که دنبال شد»، نام انجمن‌ها را ذکر نکرده است چون آن‌ها در دسته‌بندی‌های وسیع‌تری قرار دارند. مادۀ 1374 از 1983 CIC می‌گوید که کاتولیکی که به انجمنی پست می‌گیرد یا ترویج می‌کند، باید مجازات معطلی دریافت کند. این موضوع با قانون 1917 که به وضوح اعلام کرده بود پیوستن به فراماسونری باعث تکفیر خودکار می‌شود، تفاوت داشت.
حذف نام انجمن‌ها، مانند انجمن‌های فراماسونری، از 1983 CIC باعث شد که برخی از کاتولیک‌ها و فراماسون‌ها گمان کنند که ممکن است ممنوعیت پیوستن کاتولیک‌ها به فراماسونری تغییر کرده باشد، به ویژه پس از آزاداندیشی ظاهری کلیسا پس از شورای دوم واتیکان.
چندین کاتولیک به عضویت فراماسون‌ها درآمدند و این کار را به این دلیل توجیه کردند که کلیسا موضع خود را نرم‌تر کرده است. اعلامیۀ 1983 CDF به این اشتباهات پرداخته و روشن کرده است که «داوری منفی کلیسا در مورد انجمن‌های فراماسونی همچنان تغییر نکرده است چون اصول آن‌ها همیشه ناسازگار با دکترین کلیسا بوده است و بنابراین عضویت در آن‌ها همچنان ممنوع است».